# Ixtapa-Zihuatanejo International Airport
Ixtapa-Zihuatanejo International Airport är en flygplats i Mexiko.   Den ligger i kommunen Zihuatanejo de Azueta och delstaten Guerrero, i den södra delen av landet, 300 km sydväst om huvudstaden Mexico City. Ixtapa-Zihuatanejo International Airport ligger 7 meter över havet.
Terrängen runt Ixtapa-Zihuatanejo International Airport är platt åt sydost, men norrut är den kuperad. Havet är nära Ixtapa-Zihuatanejo International Airport åt sydväst. Runt Ixtapa-Zihuatanejo International Airport är det ganska tätbefolkat, med 54 invånare per kvadratkilometer. Närmaste större samhälle är Zihuatanejo, 10,7 km väster om Ixtapa-Zihuatanejo International Airport. 